# Joseph Buhendwa
Joseph Buhendwa, né le 4 octobre 1942 au Sud-Kivu, est un banquier, homme politique et auteur congolais. Ancien gouverneur de la banque du Zaïre (actuelle Banque centrale du Congo), il a été nommé à ce poste le 2 avril 1993 par le président de l'époque Mobutu Sese Seko.

## Biographie

### Jeunesse et études
De son nom complet Joseph Buhendwa bwa Mushasa, il naît le 4 octobre 1942 et est originaire du Sud-Kivu.
Joseph Buhendwa fait ses études primaires et secondaires au petit séminaire de Mungombe, à Mugeri et au Collège Saint Paul à Bagira. Il commence par la suite des études universitaires en propédeutique, puis se tourne finalement vers les sciences économiques à l’université Lovanium de Kinshasa de 1959 à 1962. Il obtient en 1964 son diplôme de licence en sciences économiques à l’université catholique de Louvain.

### Carrière dans la banque
Après avoir décroché son diplôme de licence, il est affecté en 1967 au département étranger de la Banque centrale du Zaïre (actuelle Banque centrale du Congo) après avoir réussi un concours. Il devient chef de bureau pendant dix ans, puis accède au poste de directeur. Il occupe plusieurs fonctions au sein de cette banque. En 1980, il dirige le cabinet du gouverneur de la banque. 
Le 2 avril 1993, il est lui-même nommé gouverneur de la Banque du Zaïre par le président de l'époque Mobutu Sese Seko,. Il succède à ce poste à Jean Nyembo Shabani. Il y reste jusqu'au 1 février 1994, où il est remplacé par Godefroid Ndiang Kabul.
En 1983, il fait son entrée au gouvernement en devenant secrétaire d'État aux ministères des Finances, du Budget et du Portefeuille.